# Премия Дружбы правительства Китайской Народной Республики
Премия Дружбы правительства Китая (упрощенный китайский: 中国政府友谊奖; традиционный китайский: 中國政府友誼獎; пиньинь: Zhōngguó Zhèngfǔ Yǒuyì Jiǎng; букв. «Премия дружбы правительства Китая») — высшая награда для поощрения иностранных специалистов, внесших выдающийся вклад в экономический и социальный прогресс Китая. Официально учреждена в 1991 году Государственным управлением по делам иностранных экспертов, уполномоченным Государственным советом КНР.
Награда состоит из медали и наградного сертификата. Медаль украшена изображением Великой стены на аверсе и надписью «Премия дружбы» на китайском («友谊奖», вверху) и английском языках (внизу).
Ежегодно Премию Дружбы правительства КНР вручают 50-ти лауреатам, а раз в пять лет (в годы, когда Китай отмечает юбилейную дату с момента основания КНР) для награды выбирают по 100 человек. Вручение награды традиционно приурочено к 1 октября — Национальному дню Китайской Народной Республики. Награда вручается в рамках празднования Национального дня Китайской Народной Республики (1 октября).